# Stanisław Hadyna

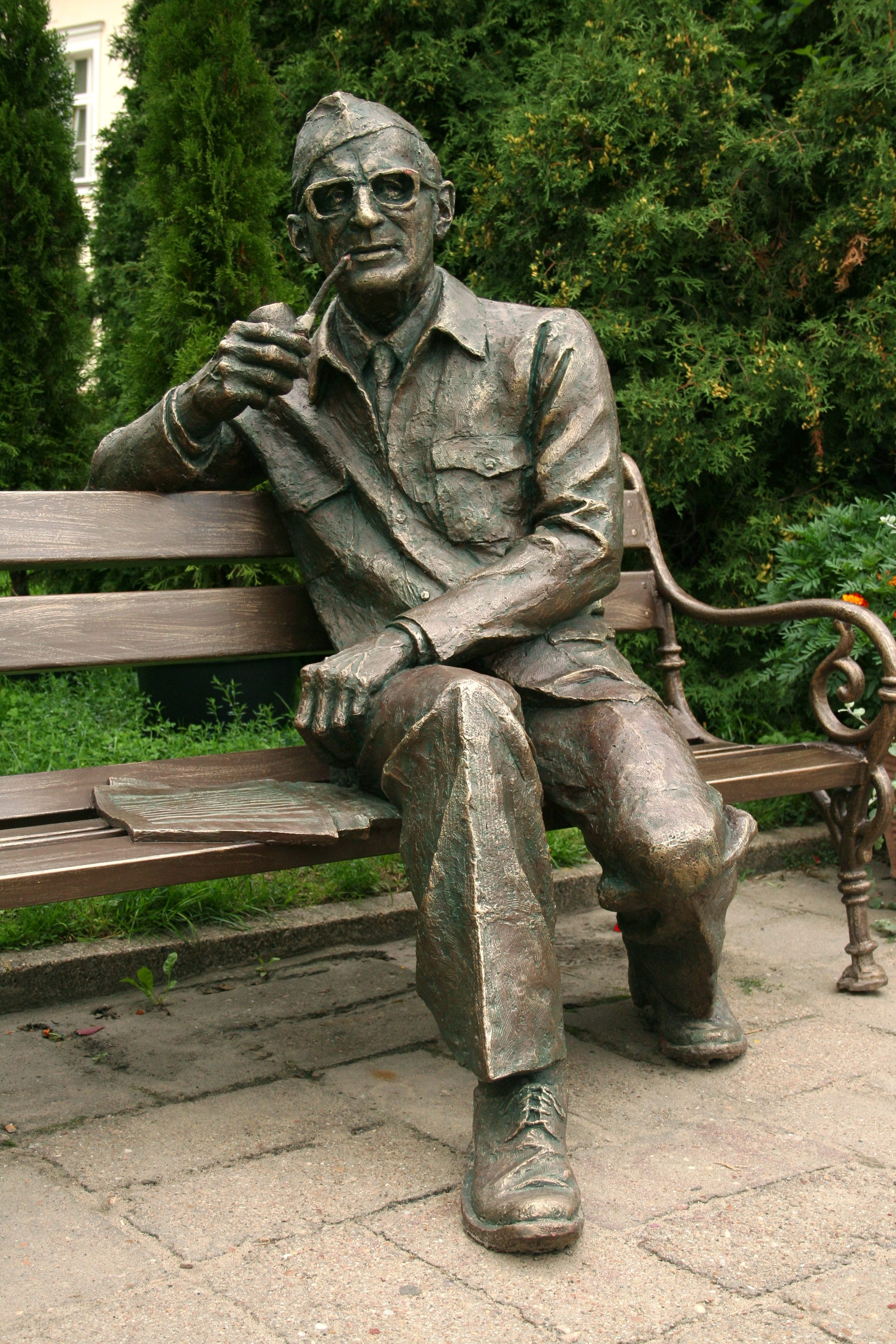
Pomnik Stanisława Hadyny przed siedzibą „Śląska”

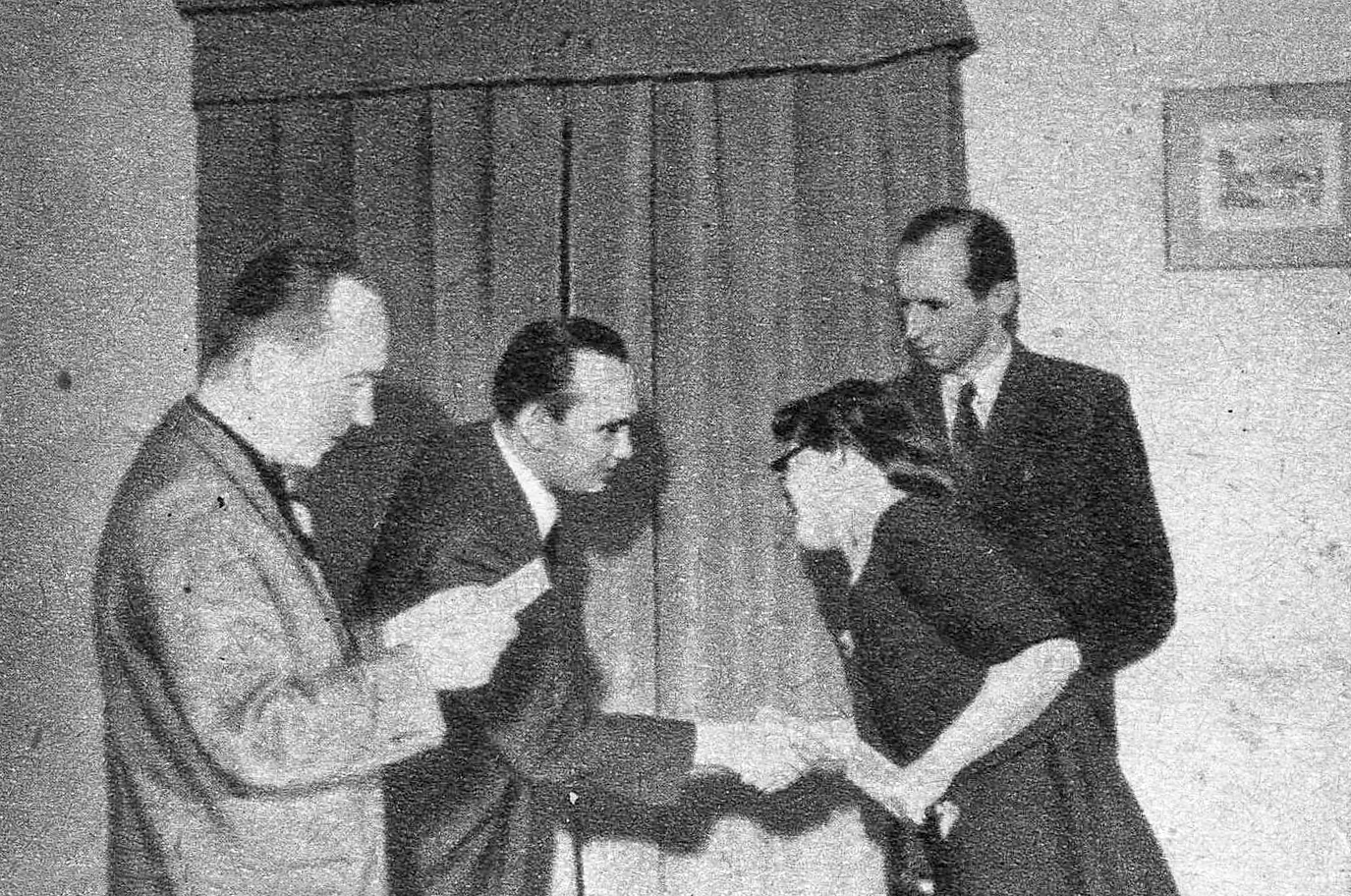
Leon Kruczkowski i Jerzy Albrecht wręczają nagrody za najlepszy scenariusz o Chopinie laureatom: Hanna Ogulewicz i Stanisław Hadyna (po prawej)

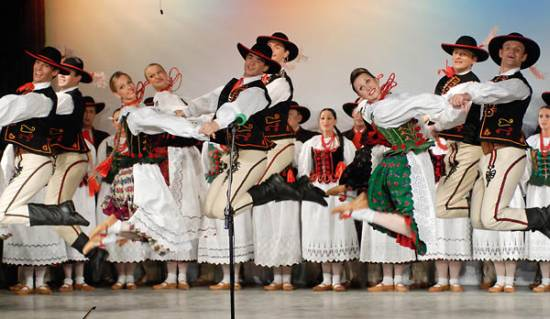
Zespół Pieśni i Tańca „Śląsk” im. Stanisława Hadyny w 2006 roku

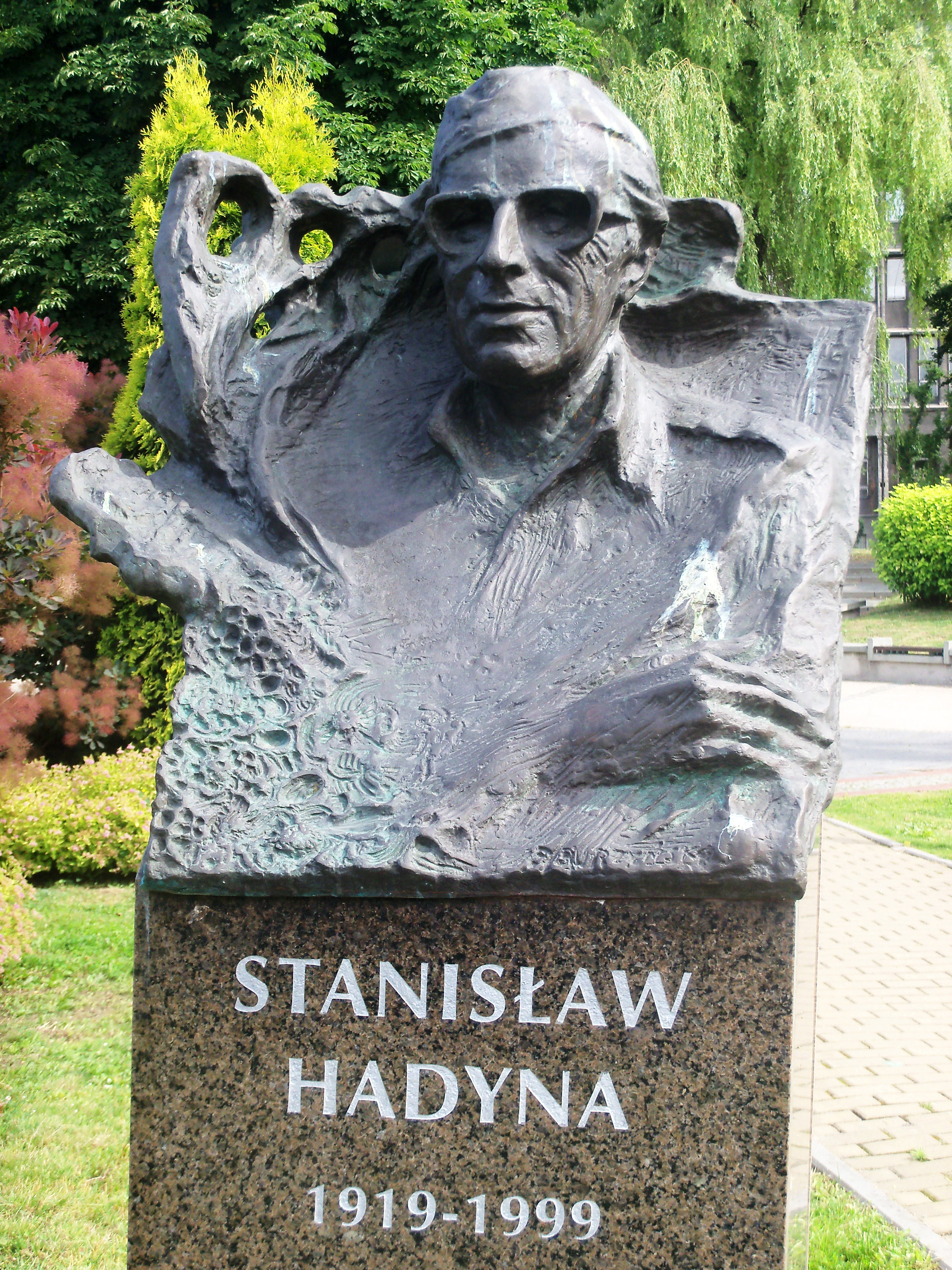
Popiersie w Galerii Artystycznej na placu Grunwaldzkim w Katowicach

Stanisław Hadyna (ur. 25 września 1919 w Karpętnej, zm. 1 stycznia 1999 w Krakowie) – polski kompozytor, dyrygent, muzykolog i pisarz. Założyciel i wieloletni kierownik artystyczny Zespołu Pieśni i Tańca „Śląsk”.

## Życiorys
Był synem Jerzego Hadyny, nauczyciela muzyki, kompozytora oraz zbieracza pieśni ludowych, i Emilii z domu Pilch. Jego przodkowie pochodzili z Wisły. Ukończył Gimnazjum Klasyczne im. A. Osuchowskiego w Cieszynie.
W 1938 ukończył Instytut Muzyczny im. Ignacego Paderewskiego w Cieszynie (filia konserwatorium w Katowicach) w klasie fortepianu Aleksandra Brachockiego. W latach 1938–1939 studiował psychologię i socjologię na Uniwersytecie Warszawskim; w latach 1942–1944 kontynuował studia konspiracyjnie, był także wykładowcą na tajnych kursach gimnazjalnych. Po wojnie podjął studia u Ludomira Różyckiego (kompozycja) i Artura Malawskiego (dyrygentura) w Państwowej Wyższej Szkole Muzycznej (obecnie Akademia Muzyczna) w Katowicach. W latach 1945–1947 pracował jako nauczyciel gimnazjum i kierownik wydziału kultury rady narodowej w Wiśle. W latach 1947–1952 był kolejno dyrektorem biura Okręgu Związku Zawodowego Muzyków PRL oraz dyrektorem Biura Koncertowego i Wojewódzkiej Delegatury „Artosu” w Katowicach. W 1952 zorganizował Państwowy Zespół Ludowy Pieśni i Tańca „Śląsk”, którego był kierownikiem artystycznym, dyrygentem i reżyserem. Zmuszony w 1968 do ustąpienia ze stanowiska dyrektora naczelnego zespołu (formalnie pełnił w nim funkcję kierownika artystycznego do 1973), przeniósł się do Krakowa, gdzie 1977 został kierownikiem muzycznym Teatru im. Juliusza Słowackiego. 1 marca 1990 ponownie objął kierownictwo zespołu „Śląsk” jako jego dyrektor artystyczny. Zespołem kierował aż do swojej śmierci.
Od lat 60. zajmował się z dużym powodzeniem twórczością literacką: w 1948 otrzymał I nagrodę na Międzynarodowym Konkursie Filmowym w Warszawie za powieść o Chopinie Niezatarte ślady, w 1969 II nagrodę na konkursie UNESCO za Blessed Are the Peacemakers (dramat o M. Gandhim), 1972 – Award of Merit i II nagrodę na ogłoszonym w Stanach Zjednoczonych konkursie na sztukę o Martinie Lutherze Kingu za Shattered Dreams; 1977 jego Declaration 76 uzyskała American Revolution Bicentennial Medal.
Na stoku góry Bukowej w Wiśle miał dom, do którego chętnie wracał po trudach artystycznych wojaży.
Został pochowany w Wiśle, na starym cmentarzu ewangelickim na Groniczku. Pośmiertnie otrzymał honorowe obywatelstwo miasta Wisły.
Obecnie Zespół Pieśni i Tańca „Śląsk” nosi imię Stanisława Hadyny. 1 lipca 2006 roku przed siedzibą zespołu kompozytorowi postawiony został pomnik.

## Kompozycje
Komponował m.in. utwory skrzypcowe, fortepianowe; wśród ważniejszych kompozycji znajdują się kantaty, poemat symfoniczno-baletowy Wiosna, 250 pieśni chóralnych i solowych, 14 kolęd, 13 pieśni pasyjnych, a poza tym muzyka baletowa, teatralna i filmowa.

## Najbardziej znane pieśni Stanisława Hadyny
- Helokanie,
- Ondraszek,
- Karolinka,
- Starzyk,
- Szła dzieweczka,
- Hej tam w dolinie,
- Gdybym to ja miała.

## Dzieła literackie
- Niezatarte ślady (Wydawnictwo „Śląsk”, 1960), powieść
- Na podbój kontynentu (Iskry, 1964), seria: „Naokoło świata”, zbiór reportaży
- W słońcu Hellady (PAX, 1968), zbiór reportaży
- Pod niebem Allacha („Śląsk”, 1969), zbiór reportaży
- Błogosławieni pokój czyniący („Blessed Are the Peacemakers”, 1969), dramat o życiu Mahatmy Gandhiego
- Zdruzgotane sny (1972), dramat o życiu Martina Luthera Kinga
- Droga do hymnu (PAX, 1976), literacko-naukowe studium o Mazurku Dąbrowskiego,
- Deklaracja 76 (1977), dramat z okazji 200-lecia Deklaracji niepodległości Stanów Zjednoczonych
- Gdzie niebo z ziemią graniczy (PAX, 1981), szkic literacko-filozoficzny
- W pogoni za wiosną („Śląsk” 1983, reedycja 2009), pamiętnik (kronika narodzin zespołu „Śląsk”)
- „Dwa ognie” (PIW, 1988), powieść oparta na historii Rewolucji francuskiej
- O Ludomirze Różyckim (WBP Katowice, 1990), wspomnienia
- Przez okna czasu: jasnowidząca z Wisły (Inst. Ekologii i Zdrowia, Kraków 1993), biografia Agnieszki Pilchowej
- O czwartym Mędrcu ze Wschodu: opowieść (Koszęcin, 2008), opowiadanie

Dramat o Gandhim „Blessed Are the Peacemakers” otrzymał II Nagrodę na Międzynarodowym Konkursie Teatralnym UNESCO (1969); inny dramat, „Zdruzgotane sny”, zdobył II nagrodę Międzynarodowego Biennale Teatralnego w USA (1972). Pełny tytuł debiutu literackiego Hadyny brzmi Niezatarte ślady: opowieść z życia Szopena nagrodzona na Międzynarodowym Konkursie Filmowym 1949 (m.in. na podstawie tej książki Aleksander Ford zrealizował w 1951 film Młodość Chopina).

## Odznaczenia i wyróżnienia
- Krzyż Kawalerski Orderu Odrodzenia Polski (1954)[1]
- Dyplom Honorowy Prezydenta Stanów Zjednoczonych (1959)
- Order Sztandaru Pracy I klasy (1964)
- Odznaka tytułu honorowego „Zasłużony dla Kultury Narodowej” (1987)[2]
- Krzyż Komandorski Orderu Odrodzenia Polski (1987)[3]
- Medal Komisji Edukacji Narodowej (1988)
- Nagroda im. Karola Miarki (1989)[4]
- Nagroda im. Wojciecha Korfantego nadana przez Związek Górnośląski (1994)[5]
- Nagroda ZAiKS-u za popularyzację polskiej twórczości (1995)[6]